# Gunnar Björnstrand

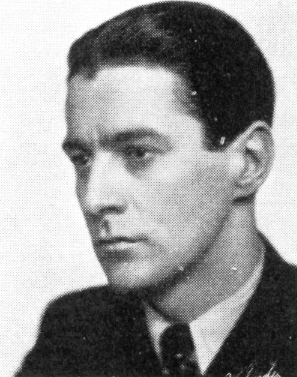
Gunnar Björnstrand, 1940.

Knut Gunnar Björnstrand, ursprungligen Johanson, född 13 november 1909 i Stockholm, död 26 maj 1986 i Djursholm, var en svensk skådespelare.

## Biografi
Gunnar Björnstrand var son till en skådespelande far, Oscar Johanson och Ella Mauléon samt halvbror till Eric Biuw och dotterson till Wilhelm Mauléon. Efter teaterstudier för Julia Håkansson debuterade han 1933 hos Oscar Winge på Hippodromteatern som Adam i Marc Conellys Guds gröna ängar. Han kom in vid Dramatens elevskola 1933, i samma årskull som Ingrid Bergman och kvinnan som blev hans maka för livet, Lillie Björnstrand.
Efter examen 1935 fick de engagemang vid Svenska Teatern i Vasa där de tvingades leva under knappa omständigheter. Gunnar och Lillie Björnstrand återvände till Sverige efter två år i Finland. Det tog flera år för Gunnar Björnstrand att etablera sig som skådespelare och han hade svårt att försörja sig ekonomiskt på de småroller som erbjöds. Han spelade bland annat på Oscarsteatern och Nya teatern samt deltog i Riksteaterns turnéer.
Björnstrands första stora filmroll var i Natt i hamn 1943, sedan följde större uppgifter i Sussie 1945 och Kristin kommenderar 1946. I slutet av 1940-talet blev Gunnar Björnstrand något av en sparringpartner till Nils Poppe i de omåttligt populära Bom-filmerna: Soldat Bom 1948, Pappa Bom 1949, Tull-Bom 1951 och Flyg-Bom 1952.
Hans mångåriga samarbete med Ingmar Bergman (roller i 17 filmer) började redan under krigsåren då han medverkade i Spöksonaten på Medborgarhuset i Stockholm, och i Trämålning i Malmö. 1946 medverkade han i sin första Bergman-film Det regnar på vår kärlek. Genom sin medverkan i filmer som Gycklarnas afton 1953, En lektion i kärlek 1954, Sommarnattens leende 1955 och Det sjunde inseglet 1957 blev Gunnar Björnstrand internationellt känd. På 1960-talet gjorde han bland annat Såsom i en spegel, Ansiktet och Nattvardsgästerna med Bergman. Inspelningen av Nattvardsgästerna skapade en olustig stämning mellan de båda, och det tog många år innan de arbetade tillsammans igen.
Björnstrands kontrakt med Svensk Filmindustri gick ut under 1960-talet och blev inte förnyat. I stället gjorde han flera roller för tv-teatern, bland annat Konjander i Hittebarnet, Professor Higgins i Pygmalion och Hans nåd i Hans nåds testamente. Han gjorde succé i komedier på Vasateatern i Stockholm bland annat Garden Party, Plaza Svit och Hur andra älskar. På Vasan fick han också en favoritroll i Glädjespridaren, om en sjaskig, cynisk entertainer i Londons halvvärld. Han medverkade även i ett par filmproduktioner utomlands, bland annat huvudrollen i den italienska filmen Isola, och han var kontaktad av Fellini för en roll, som han avböjde på grund av språksvårigheterna.
I radio hade han bland annat huvudrollen i komediserien I plommonstop och paraply.
Björnstrand gjorde sin sista filmroll i Bergmans Fanny och Alexander 1982. Då var han redan märkt av sjukdom. Mer än tio år tidigare hade han drabbats av en stroke, som förlamat halva kroppen, och hade därför som gammal svårigheter med att lära sig sina repliker. Trots det hade han tidigare gjort en stor roll på Stadsteatern och med järnvilja sett till att åter lära upp både plastik och tal.
Björnstrand visade under sin långa karriär prov på en enastående bredd då han gjorde allt från lättsamma komedier till tung dramatik och originella karaktärstolkningar. Han gjorde över 100 filmer varav 17 med Ingmar Bergman.
Tilldelades Teaterförbundets guldmedalj för "utomordentlig konstnärlig gärning" 1981.
På 1950-talet konverterade Gunnar Björnstrand till den romersk-katolska kyrkan. Han är gravsatt på Katolska kyrkogården i Stockholm.

## Privatliv
År 1935 gifte sig Gunnar Björnstrand med skådespelaren Lillie Lundahl (1913–1998) som senare blev målare och författare, de fick fyra barn tillsammans: Kristina (född 1941), Gabrielle (född 1947), Stefan (född 1949) och Veronica (född 1953). Veronica Björnstrand skådespelare, Gabrielle kulturjournalist, redaktör och författare.

## Filmografi (i urval)
- 1931 – Skepp ohoj!
- 1931 – Falska miljonären
- 1932 – Landskamp
- 1938 – Vi som går scenvägen
- 1939 – Panik
- 1939 – Vi två
- 1940 – Hjältar i gult och blått
- 1940 – Hennes melodi
- 1940 – Alle man på post
- 1940 – Juninatten
- 1941 – Snapphanar
- 1941 – Spökreportern
- 1942 – En äventyrare
- 1942 – General von Döbeln
- 1943 – Jag dräpte
- 1943 – Natt i hamn
- 1944 – Hets
- 1944 – Nyordning på Sjögårda
- 1944 – Appassionata
- 1944 – Lev farligt
- 1944 – Mitt folk är icke ditt
- 1945 – I som här inträden
- 1945 – Sussie
- 1946 – Det regnar på vår kärlek
- 1946 – Medan porten var stängd
- 1946 – Midvinterblot
- 1946 – Peggy på vift
- 1946 – Rötägg
- 1946 – Kristin kommenderar
- 1947 – Krigsmans erinran
- 1947 – Bruden kom genom taket
- 1947 – En fluga gör ingen sommar
- 1947 – Här kommer vi
- 1947 – Pappa sökes
- 1947 – Två kvinnor
- 1948 – Musik i mörker
- 1948 – En svensk tiger
- 1948 – Soldat Bom
- 1948 – Lilla Märta kommer tillbaka
- 1948 – Var sin väg
- 1949 – Flickan från tredje raden
- 1949 – Skolka skolan
- 1950 – Den vita katten
- 1950 – Kvartetten som sprängdes
- 1950 – Kyssen på kryssen
- 1950 – Min syster och jag
- 1950 – Fästmö uthyres
- 1951 – Livat på luckan
- 1951 – Dårskapens hus
- 1951 – Tull-Bom
- 1952 – En fästman i taget
- 1952 – Klackarna i taket
- 1952 – Flyg-Bom
- 1952 – Säg det med blommor
- 1952 – Kvinnors väntan
- 1952 – Oppåt med Gröna Hissen
- 1953 – Dansa min docka
- 1953 – Gycklarnas afton
- 1954 – En lektion i kärlek
- 1954 – Seger i mörker
- 1954 – Flottans glada gossar
- 1955 – Sommarnattens leende
- 1955 – Stampen
- 1956 – Sjunde himlen
- 1956 – Skorpan
- 1957 – Smultronstället
- 1957 – Nattens ljus
- 1957 – Sommarnöje sökes
- 1957 – Det sjunde inseglet
- 1958 – Ansiktet
- 1958 – Fröken April
- 1958 – Du är mitt äventyr
- 1959 – Mälarpirater
- 1959 – Det svänger på slottet
- 1959 – Brott i Paradiset
- 1960 – Djävulens öga
- 1961 – Såsom i en spegel
- 1961 – Lustgården
- 1963 – Nattvardsgästerna
- 1963 – Lyckodrömmen
- 1964 – Klänningen
- 1966 – Träfracken
- 1966 – Syskonbädd 1782
- 1966 – Persona
- 1966 – Här har du ditt liv
- 1967 – Stimulantia
- 1967 – Den röda kappan
- 1968 – Flickorna
- 1968 – Skammen
- 1968 – Pappa varför är du arg - du gjorde likadant själv när du var ung
- 1969 – Kärlek på sanden
- 1971 – Lockfågeln
- 1973 – Barna Hedenhös (TV-serie)
- 1973 – Pistolen
- 1973 – Någonstans i Sverige (TV-serie)
- 1974 – Engeln (TV-serie)
- 1977 – Tabu
- 1977 – Kalkonen (TV-film)
- 1978 – Höstsonaten
- 1978 – Forskaren (TV-serie)
- 1978 – Isgraven (TV-film)
- 1979 – Skeppsredaren (TV-serie)
- 1982 – Avskedet
- 1982 – Fanny och Alexander
- 1983 – Farmor och vår Herre (TV-serie)

## Teater

### Roller (ej komplett)
| År   | Roll                                             | Produktion                                                                                   | Regi               | Teater                           |
| ---- | ------------------------------------------------ | -------------------------------------------------------------------------------------------- | ------------------ | -------------------------------- |
| 1931 | Åklagaren                                        | Johanson och Vestman Karl Staaf                                                              | Eric Malmberg      | Nya Intima teatern               |
| 1931 | Schneider                                        | Till polisens förfogande (Voruntersuchung) Max Alsberg och Otto Ernst Hesse                  | Harry Roeck-Hansen | Blancheteatern                   |
| 1932 | Medverkande                                      | Shåbåten, revy                                                                               | Lennart Bernadotte | Naima Wifstrand-teatern          |
| 1934 | Kungens härold                                   | Sanningens pärla Zacharias Topelius                                                          | Rune Carlsten      | Dramaten                         |
| 1935 | Cooper                                           | Högsta vinsten (The Outstation) W. Somerset Maugham                                          | Alf Sjöberg        | Dramaten                         |
| 1935 | Kavaljeren                                       | Ledaren Rudolf Värnlund                                                                      | Rune Carlsten      | Dramaten                         |
| 1935 | Arthur                                           | Ljuva ungdomstid (Ah, Wilderness) Eugene O'Neill                                             | Rune Carlsten      | Dramaten                         |
| 1935 | Valère                                           | Den girige (L'Avare ou l'École du mensonge) Molière                                          | Rune Carlsten      | Dramaten                         |
| 1935 | Polisen                                          | Ett drömspel August Strindberg                                                               | Olof Molander      | Dramaten                         |
| 1935 | En betjänt                                       | Den gröna fracken (L'Habit vert) Gaston Arman de Caillavet                                   | Rune Carlsten      | Dramaten                         |
| 1936 | Aktör                                            | Ett resande teatersällskap August Blanche                                                    | Rune Carlsten      | Dramaten                         |
| 1936 | Alenberg                                         | Hittebarnet August Blanche                                                                   | Rune Carlsten      | Dramaten                         |
| 1936 | Ferdinand Uggla                                  | Gösta Berlings saga Selma Lagerlöf                                                           | Rune Carlsten      | Dramaten                         |
| 1936 | Richard Greatham                                 | Weekend (Hay Fever) Noël Coward                                                              | Rafael Stenius     | Vasa Teater                      |
| 1936 | Justus Fridell, skollärare                       | Tro, hopp och kärlek Arthur Fischer                                                          | John Elfström      | Vasa Teater                      |
| 1936 | Guy Merrow                                       | Den krokiga kniven (The Crooked Billet) Dion Titheradge                                      | Rafael Stenius     | Vasa Teater                      |
| 1936 | Roderich de Weert                                | Kusinen från Batavia (Der Vetter aus Dingsda) Eduard Künneke, Herman Haller och Fritz Oliven | Rafael Stenius     | Vasa Teater                      |
| 1936 | Helge, sjöman                                    | En fattig upplevelse Nanny Westerlund                                                        | Nanny Westerlund   | Vasa Teater                      |
| 1936 | Joe Page                                         | Oljerus (The Easy Mark) Jack Larric                                                          | Rafael Stenius     | Vasa Teater                      |
| 1937 |                                                  | 2745! – Upptaget, revy John Elfström                                                         | John Elfström      | Vasa Teater                      |
| 1937 | Pastor Morell                                    | Candida George Bernard Shaw                                                                  | Rafael Stenius     | Vasa Teater                      |
| 1937 | Herr Larsson                                     | Melodin som kom bort (Melodien, der blev væk) Kjeld Abell                                    | John Elfström      | Vasa Teater                      |
| 1937 | Dr. Purgon                                       | Den inbillningssjuke (Le Malade imaginaire) Molière                                          | Rafael Stenius     | Vasa Teater                      |
| 1937 | Feri Horkay                                      | Flickorna Gyorkovics (A Gyurkovics-lányok) Ferenc Herczeg                                    | Rafael Stenius     | Vasa Teater                      |
| 1937 | Mr Lennox                                        | Bättre folk (The Best People) Avery Hopwood och David Gray                                   | Rafael Stenius     | Vasa Teater                      |
| 1937 | Ronnie Martin                                    | En dörr går upp (Someone at the Door) Dorothy Christie och Campbell Christie                 | John Elfström      | Vasa Teater                      |
| 1937 |                                                  | Jungfruburen (Das Dreimäderlhaus) Franz Schubert, Alfred Maria Willner och Heinz Reichert    | Rafael Stenius     | Vasa Teater                      |
| 1937 | Filip, rockvaktmästare                           | Kanske en diktare Ragnar Josephson                                                           | Rafael Stenius     | Vasa Teater                      |
| 1937 |                                                  | Sprattelgubben (Der Hampelmann) Robert Stolz, Gustav Beer och Fritz Lunzer                   | Rafael Stenius     | Vasa Teater                      |
| 1938 | Medverkande                                      | Alltid redo, revy John Elfström                                                              | John Elfström      | Vasa Teater                      |
| 1938 | Rektor Hoffenreich                               | Mogenhetsexamen (Érettségi) Ladislas Fodor                                                   | Rafael Stenius     | Vasa Teater                      |
| 1938 | Pelle Haglund                                    | Sympatiska Simon Fridolf Rhudin och Henning Ohlsson                                          | John Elfström      | Vasa Teater                      |
| 1938 | Greve Raoul de Vriaac                            | Markisinnan (The Marquise) Noël Coward                                                       | Rafael Stenius     | Vasa Teater                      |
| 1938 | Daniel Hjort                                     | Daniel Hjort Josef Julius Wecksell                                                           | Rafael Stenius     | Vasa Teater                      |
| 1938 |                                                  | Tolvskillingsoperan (Die Dreigroschenoper) Bertolt Brecht och Kurt Weill                     | Ernst Eklund       | Oscarsteatern                    |
| 1939 | Munken                                           | Segraren (Sejren) Kaj Munk                                                                   | Sandro Malmquist   | Nya teatern                      |
| 1939 | Leonard                                          | Henrik och Pernilla (Henrik og Pernille) Ludvig Holberg                                      | Arne Lydén         | Oscarsteatern                    |
| 1939 | Ingenjören                                       | Den ljusnande tid, revy Alf Henrikson                                                        | Sandro Malmquist   | Nya Teatern                      |
| 1939 | Marcel                                           | Vi tjuvar (Fric-Frac) Édouard Bourdet                                                        | Sandro Malmquist   | Nya Teatern                      |
| 1939 | Doktorn                                          | Venusspelet (L'Ennemie) André-Paul Antoine                                                   | Sandro Malmquist   | Nya Teatern                      |
| 1939 | Nalle                                            | Gamla glada tider: en Emil-Norlander-visans revy Sandro Malmquist                            | Sandro Malmquist   | Nya Teatern                      |
| 1939 | Helge Ulfstjerna                                 | Johan Ulfstjerna Tor Hedberg                                                                 | Sandro Malmquist   | Nya Teatern                      |
| 1940 | Talleyrand                                       | Jag – Kungen Brita von Horn                                                                  |                    | Dramatikerstudion                |
| 1940 | Gremio                                           | Så tuktas en argbigga (The Taming of the Shrew) William Shakespeare                          | Sandro Malmquist   | Oscarsteatern/ Turné             |
| 1941 | Ejbaek                                           | Äventyr på fotvandringen (Eventyr paa Fodrejsen) Jens Kristian Hostrup                       | Nils Johannisson   | Dramaten                         |
| 1941 | Översten                                         | En spöksonat August Strindberg                                                               | Ingmar Bergman     | Medborgarteatern                 |
| 1941 | Johan Holm                                       | Christina August Strindberg                                                                  | Per-Axel Branner   | Nya Teatern                      |
| 1942 | Slocum                                           | Tran (Oil) Eugene O'Neill                                                                    | Per-Axel Branner   | Nya Teatern                      |
| 1942 | Chauffören                                       | Stycken av ett mönster (Brudstykker af et mønster) Carl Erik Soya                            | Per-Axel Branner   | Nya Teatern                      |
| 1942 | Homer Van Fleet                                  | Natten till den 17 januari (Night of January 16th) Ayn Rand                                  | Per-Axel Branner   | Nya Teatern                      |
| 1943 | Kapten Loft                                      | Månen har gått ned (The moon is down) John Steinbeck                                         | Harry Roeck-Hansen | Blancheteatern/ Oscarsteatern    |
| 1943 | Kommissarie Rooney                               | Arsenik och gamla spetsar (Arsenic and Old Lace) Joseph Kesselring                           | Torsten Hammarén   | Oscarsteatern                    |
| 1943 | Oberleutnant Stein                               | Om ett folk vill leva (Hvis et folk vil leve) Axel Kielland                                  | Per-Axel Branner   | Nya Teatern                      |
| 1943 | Johannes                                         | Salome Oscar Wilde                                                                           | Per-Axel Branner   | Nya Teatern                      |
| 1943 | Flygsergeanten                                   | Raid i natt (Flare Path) Terence Rattigan                                                    | Per-Axel Branner   | Nya teatern                      |
| 1943 | Dorn                                             | Måsen (Чайка, Tjajka) Anton Tjechov                                                          | Per-Axel Branner   | Nya Teatern                      |
| 1944 | Medverkande                                      | Tredje taggen, revy Staffan Tjerneld                                                         | Per-Axel Branner   | Nya Teatern                      |
| 1946 | Malvolio                                         | Trettondagsafton (Twelfth Night, or What You Will) William Shakespeare                       | Alf Sjöberg        | Dramaten                         |
| 1946 | Dulac                                            | Jag vill kärleken (Eurydice) Jean Anouilh                                                    | Per-Axel Branner   | Nya Teatern                      |
| 1947 | Harry Brock                                      | Född igår (Born Yesterday) Garson Kanin                                                      | Per-Axel Branner   | Nya teatern                      |
| 1949 | Vännen                                           | Leka med elden August Strindberg                                                             | Mimi Pollak        | Dramaten                         |
| 1949 | Valère                                           | Tartuffe (Tartuffe, ou l'Imposteur) Molière                                                  | Alf Sjöberg        | Dramaten                         |
| 1949 | Herrn från Bellac                                | Apollo från Bellac (L'Apollon de Bellac) Jean Giraudoux                                      | Alf Sjöberg        | Dramaten                         |
| 1950 | Luka, fru Popovas betjänt                        | Björnen (Медведь, Medved) Anton Tjechov                                                      | Mimi Pollak        | Dramaten                         |
| 1950 | Lucien                                           | Fruns salig mor (Feu la mère de Madame) Georges Feydeau                                      | Mimi Pollak        | Dramaten                         |
| 1950 | Alex MacColgie Gibbs                             | Cocktailparty (The Cocktail Party) T.S. Eliot                                                | Olof Molander      | Dramaten                         |
| 1951 |                                                  | Ta hand om Amelie (Occupe-toi d'Amelie) Georges Feydeau                                      | Hjördis Petterson  | Intiman                          |
| 1952 | Paul Miremont                                    | Den eviga kärleken (Une femme libre) Armand Salacrou                                         | Per Gerhard        | Vasateatern                      |
| 1952 | Jacquet S:r                                      | Pappa, mamma, barn (Lorsque l'enfant paraît) André Roussin                                   | Per Gerhard        | Vasateatern                      |
| 1952 | Sourab Kayam                                     | I kväll i Samarkand (Ce soir à Samarkand) Jacques Deval                                      | Per Gerhard        | Vasateatern                      |
| 1953 | Bluntschli                                       | Hjältar (Arms and the Man) George Bernard Shaw                                               | Per Gerhard        | Vasateatern                      |
| 1954 | Storhertig Charles av Karpatien                  | Prins på vift (The Sleeping Prince) Terence Rattigan                                         | Per Gerhard        | Vasateatern                      |
| 1954 | George Henderson                                 | Hustruleken (Affairs of State) Louis Verneuil                                                | Gösta Cederlund    | Vasateatern                      |
| 1955 | Kapten Fisby                                     | Thehuset Augustimånen (The Teahouse of the August Moon) John Patrick                         | Ingmar Bergman     | Malmö stadsteater                |
| 1955 | Jöns                                             | Trämålning Ingmar Bergman                                                                    | Ingmar Bergman     | Malmö stadsteater                |
| 1957 | Léon Dagoult                                     | Ninotchka Marc-Gilbert Sauvajon                                                              | Sven Lindberg      | Intiman                          |
| 1957 | Archie Rice                                      | Glädjespridaren (The Entertainer) John Osborne                                               | Per Gerhard        | Vasateatern                      |
| 1959 | Miguel Iberra                                    | Frestelse (Romancero) Jacques Deval                                                          | John Zacharias     | Norrköping-Linköping stadsteater |
| 1960 | Petrucchio                                       | Så tuktas en argbigga (The Taming of the Shrew) William Shakespeare                          | Sandro Malmquist   | Riksteatern                      |
| 1961 | Benjamin Beaurevers                              | Tokan (L'Idiote) Marcel Achard                                                               | Tom Dan-Bergman    | Lilla Teatern                    |
| 1962 | Theseus                                          | Hjälten Alfred Werner                                                                        | Sandro Malmquist   | Uppsala stadsteater              |
| 1964 | Reginald Kinsale                                 | Mitt bedårande jag (Photo Finish) Peter Ustinov                                              | Gerda Wrede        | Vasateatern                      |
| 1965 | Den dödsdömde skådespelaren Christopher Columbus | Isabella (Isabella, tre caravelle e un cacciaballe) Dario Fo                                 | Frank Sundström    | Stockholms stadsteater           |
| 1966 | Pontagnac                                        | Fruar på vift (Le dindon) Georges Feydeau                                                    | Etienne Glaser     | Stockholms stadsteater           |
| 1967 | John Cleves                                      | Alltid på en onsdag (Any Wednesday) Muriel Resnik                                            | Kåre Santesson     | Lilla teatern                    |
| 1969 | Philip                                           | Garden Party (Relatively Speaking) Alan Ayckbourn                                            | Stig Olin          | Vasateatern                      |
| 1969 | Sam Nash Jesse Kiplinger Roy Hubley              | Plaza Svit (Plaza suite) Neil Simon                                                          | Per Gerhard        | Vasateatern                      |
| 1971 | Harry                                            | Räddad (Saved) Edward Bond                                                                   | Jan Håkanson       | Stockholms stadsteater           |
| 1971 | Frank Foster                                     | Hur andra älskar (How The Other Half Loves) Alan Ayckbourn                                   | Per Gerhard        | Vasateatern                      |

## Bildgalleri

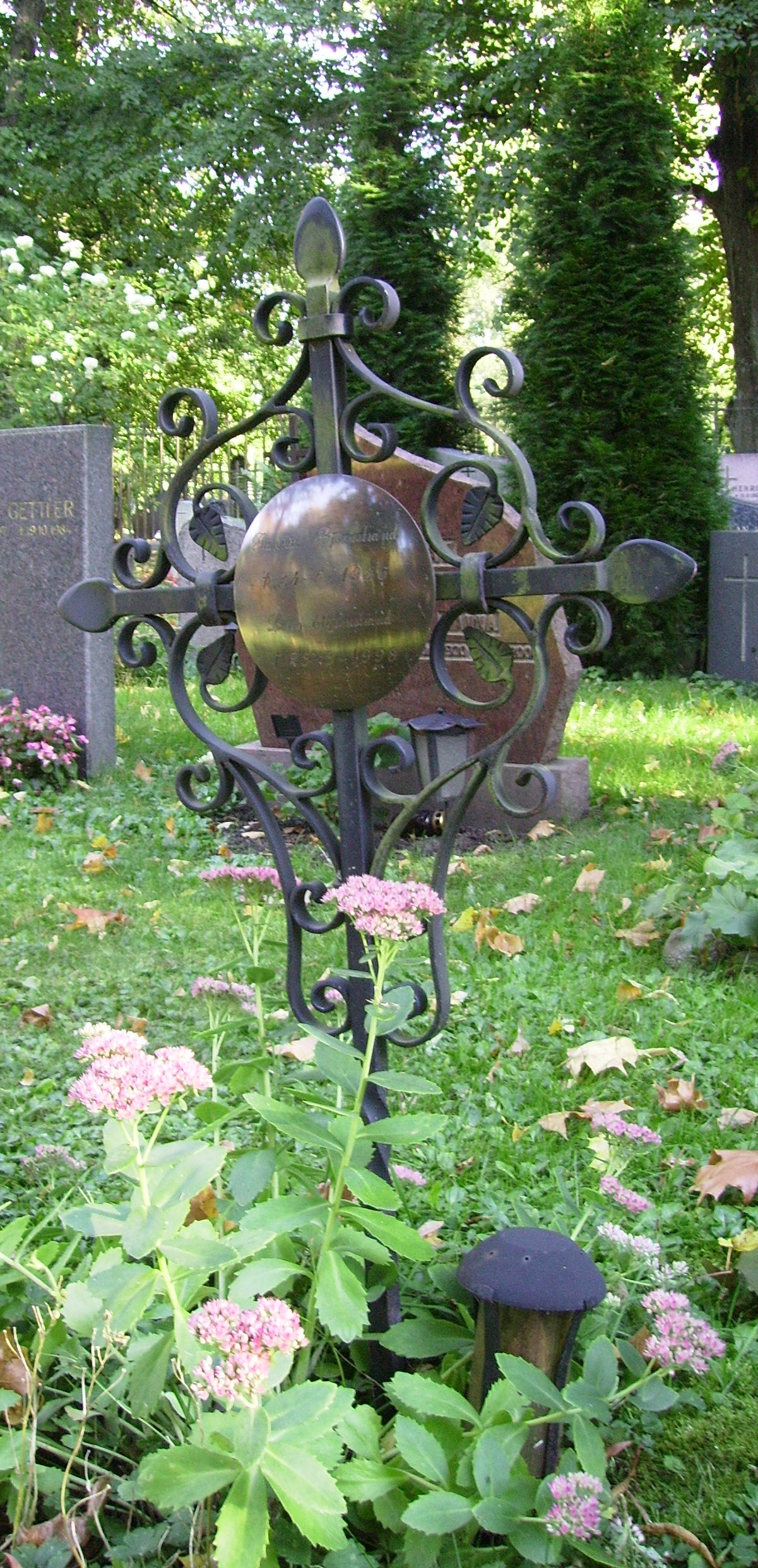
Gunnar Björnstrands gravvård på Katolska kyrkogården, Norra begravningsplatsen i Solna kommun.